# Roberto Kriete
Roberto José Kriete Ávila (San Salvador, 28 de marzo de 1953) es un empresario salvadoreño, presidente de Kingsland Holdings (Bahamas), el mayor accionista minoritario de Avianca Holdings, presidente de Aeroman e inversionista de Applaudo Studios. Fundador y miembro de la junta de la aerolínea de bajo costo Volaris en México. Fundador de Instituto Kriete en El Salvador.
El 24 de mayo de  2019, Kriete fue nombrado presidente de la junta directiva de la aerolínea Avianca. Su nombramiento en la junta directiva sucedió después de que la aerolínea estadounidense United Airlines, ejerciera ciertos derechos adquiridos en su relación con BRW Aviation (accionistas mayoritarios de Avianca) después de otorgarle un préstamo de 451 millones de dólares. Entre esos derechos adquiridos por United Airlines estaba la posibilidad de redefinir el CEO y la Junta Directiva de la compañía.

## Biografía
Roberto José Kriete Ávila proviene una familia rica de El Salvador. Kriete y su excuñado, Ricardo Poma Delgado, son los salvadoreños más acaudalados, de acuerdo con la revista Forbes. El abuelo de Roberto Kriete, Ricardo Kriete, vino desde San Francisco a San Salvador y se casó con Lilian Homar, una heredera de fincas cafetaleras de Usulután, El Salvador . Después de involucrarse en la industria de agronegocios, en 1961 la familia Kriete incursionó en la industria de la aviación . El padre de Kriete, también llamado Ricardo Kriete, compró una participación del 30 por ciento en Transportes Aéreos de Centroamérica (TACA), propiedad de Lowell Yerex, un neozelandés. Posteriormente Ricardo Kriete hijo entregó la conducción de la compañía a su hijo, Roberto Kriete, en cuya administración adquirió la totalidad de la compañía.
Obtuvo una licenciatura en Economía de la Universidad de Santa Clara en California y un MBA de Boston College. Kriete volvió a El Salvador en 1984 y se ha desempeñado como director adjunto en el Hotel Real InterContinental San Salvador, presidente de la Compañía de Inversiones del Grupo Kriete y Presidente y CEO de TACA Holdings . Kriete fue miembro del directorio de Avianca Holdings desde febrero de 2010 hasta agosto de 2013, secretario y director del Banco Agrícola Comercial del Salvador SA, presidente de la Fundación Coatepeque de El Salvador y jefe de otras doce compañías.
Ha sido miembro de la junta directiva de la empresa mexicana de telecomunicaciones Telmex . Es miembro de la Junta Directiva de AGAPE y miembro de la Junta Directiva de Aveos Fleet Performance Inc. Además fue miembro de la Junta del Banco Agrícola de El Salvador . Tiene una medalla oficial de la Legión de Honor por el gobierno francés y desde 2007 es miembro de honor de la Fundación para el Desarrollo Económico Salvadoreña y Social (FUSADES).
Estuvo casado con Celina Sol, hija de uno de los fundadores del partido ARENA, Guillermo Sol Bang. Tienen dos hijos.